# Fischbeker Heide

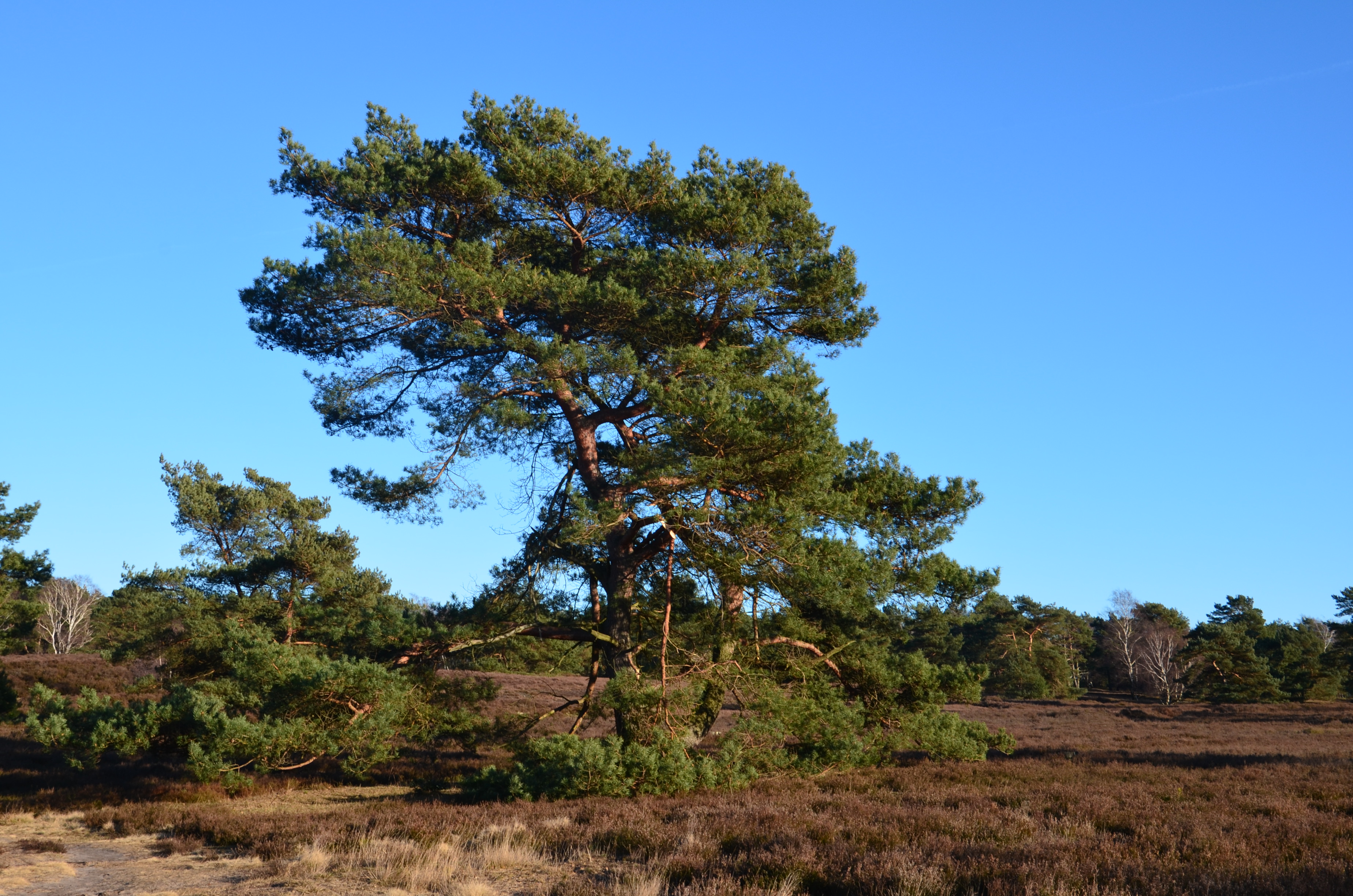
Kiefern in einer Heidefläche im NSG

Die Fischbeker Heide ist ein 773 Hektar großes Naturschutz- und FFH-Gebiet im Südwesten Hamburgs in den Stadtteilen Neugraben-Fischbek und Hausbruch. Es umfasst eine Heide- und Waldlandschaft, die einschließlich der zum Schutzgebiet gehörenden Neugrabener Heide nach der Lüneburger Heide die zweitgrößte Kulturlandschaft dieser Art in Deutschland ist. Am Rande eines Höhenzuges gelegen, befindet sich im Süden die mit 116 Metern höchste Erhebung Hamburgs, der Hasselbrack. Eine Reihe von erhaltenen Bodendenkmälern zeugt von der frühen Besiedlung des Gebietes.

## Lage
Das Naturschutzgebiet liegt im Hamburger Bezirk Harburg, südlich der Bundesstraße 73. Es umfasst neben der eigentlichen Fischbeker Heide im Stadtteil Neugraben-Fischbek (Gemarkung Fischbek) auch das Neugrabener Heide genannte Gebiet in Hausbruch (Gemarkung Neugraben), mit dem es im Süden verbunden ist. Das Naturschutzgebiet liegt im Nordteil, beziehungsweise den nördlichen Ausläufern der Harburger Berge, hier auch Schwarze Berge genannt, die sich nach Süden auf dem Gebiet von Niedersachsen fortsetzen. Die süd- und südwestliche Landesgrenze zu den Gemeinden Rosengarten und Neu Wulmstorf bildet hier auch die Grenze des Naturschutzgebietes.

### Naturräumliche Zuordnung
Die Fischbeker Heide gehört in der naturräumlichen Haupteinheitengruppe Lüneburger Heide (Nr. 64), in der Haupteinheit Hohe Heide (640) und in der Untereinheit Wilseder Endmoränen (640.0) zum Naturraum Schwarze Berge (640.00).

## Allgemeines
In der Heide befindet sich das Naturschutz-Informationshaus Schafstall (Koordinaten: 53° 27′ 12,3″ N, 9° 51′ 1,3″ O), ein umgebauter alter Stall, neben einem noch für Schafe genutzten Stallgebäude. In dem von der Loki Schmidt Stiftung betreuten Informationszentrum und der dortigen Ausstellung erfährt man alles Wissenswerte über die geschützte Heidelandschaft. Der Schafstall ist zudem Ausgangspunkt für den vom Archäologischen Museum Hamburg angelegten und als dessen Außenstelle betreuten Archäologischen Wanderpfad, der zu den zahlreichen vor- und frühgeschichtlichen Bodendenkmälern in der Fischbeker Heide führt.
Die Hamburger Umweltbehörde sorgte seit Ende der 1980er Jahre durch großflächige Rodungen für den Erhalt der Heide in der jetzigen Form als Kulturlandschaft. Auch wird in der Fischbeker Heide eine Heidschnuckenherde gehalten, ohne die die Heide nicht in der Lage wäre zu bestehen. Zusätzlich ist es notwendig, dass sie regelmäßig entkusselt, das heißt von Baumtrieben befreit wird, woran auch Schulklassen teilnehmen.
Der Segelflug-Club Fischbek fliegt hier von seinem erstmals 1910 genutzten Segelfluggelände Fischbek und trägt durch seine Aktivitäten in seinem Gebiet ebenfalls dazu bei, dass aus der Heide kein Waldgebiet wird.
Durch das Naturschutzgebiet verläuft das Bett der Fischbek, eines Baches, der um 1900 durch Trinkwasserentnahme austrocknete.
Bis 2005 grenzte an die Fischbeker Heide ein auf niedersächsischem Gebiet liegender, umfangreicher Standortübungsplatz, dessen Flächen teilweise durch die Stadt Hamburg aufgekauft wurden und als Ausgleichsfläche für andere Eingriffe in die Natur dienen. Diese Ausgleichsflächen wurden im Frühjahr 2009 teilweise gerodet, um größere Heideflächen und die durch den Einsatz schwerer Panzer bedingten offenen Sandflächen zu erhalten. Zum 1. Juli 2024 wurden große Teile des ehemaligen Truppenübungsplatzes einschließlich der von Hamburg als Ausgleichsflächen genutzten Bereiche als Naturschutzgebiet „Wulmstorfer Heide mit Bornberg“ ausgewiesen. Die beiden direkt aneinander angrenzenden Naturschutzgebiete bilden einen Biotopverbund.

## Geschichte

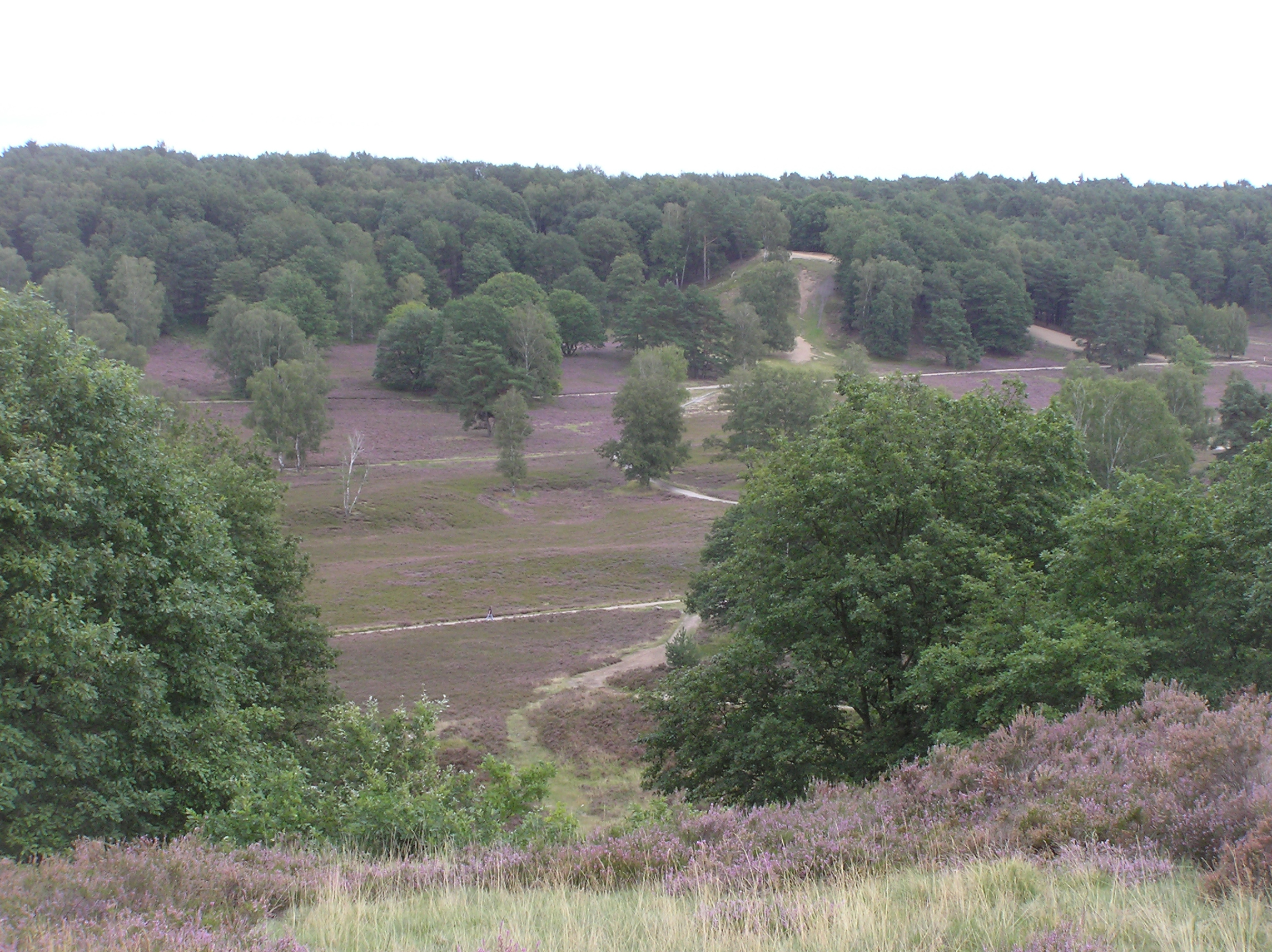
Fischbeker Trockental

Ursprünglich befanden sich auf dem Gebiet der Fischbeker Heide Eichen- und Birkenwälder. Durch Überweidung entstand die Heidelandschaft zwischen der Steinzeit und dem Mittelalter.
Es gibt Bodenfunde, die eine Besiedlung der Gegend bereits für die Jungsteinzeit belegen. Noch heute befinden sich dort Bodendenkmale, wie Grab- und Megalithanlagen aus der Jungsteinzeit, Bronzezeit und Eisenzeit. Diese stehen unter Denkmalschutz und bilden den größten zusammenhängenden Bestand an oberirdisch sichtbaren Bodendenkmälern auf Hamburger Gebiet. Diese sind seit 1975 über den vom Archäologischen Museum Hamburg (Helms-Museum) betreuten Archäologischen Wanderpfad erschlossen. 2002 wurde dessen Restaurierung abgeschlossen, bei der die vor- und frühzeitlichen Grabanlagen wieder in Stand gesetzt wurden und eine zeitgemäße Beschilderung des Wanderpfades mit seinen 11 Stationen erfolgte.

## Kunst
Insbesondere im 19. Jahrhundert war die Fischbeker Heide vor den südlichen Toren Hamburgs immer wieder Motiv der Landschaftsmalerei, unter anderem für Valentin Ruths, Carl Friedrich Adolph Lorentzen, Franz Beck (Maler) und Willi Voss (Maler).